# Freddy Bernal
Pour les articles homonymes, voir Bernal.
Freddy Bernal est un policier et homme politique vénézuélien, né à San Cristóbal (État de Táchira) le 16 juin 1962. Il a été maire de l'une des municipalités du district Capitale de Caracas entre 2000 et 2008 puis député à l'Assemblée nationale du Venezuela de 2011 à 2016. Il a été ministre de l'Agriculture urbaine entre 2017 et 2018. Il est l'actuel gouverneur de l'État de Táchira depuis le 22 novembre 2021.

## Carrière politique
Aux élections régionale de novembre 2021, il est élu gouverneur de l'État de Táchira avec 41.03 % des voix.